# Рабин Јосеф Алмоснино
Рабин Јосеф Алмоснино (Солун, 1642 — Микулов, 1689) био је београдски рабин.
Потомак је породице сефардских Јевреја која је током инквизиције изгнана из Шпаније у Солун. Био је син Јицхака и унук Моше бен Баруха Алмоснина. Његова мајка била је сестра ранијег београдског рабина Јуде Лерма. Основно подучавање о рабинском знању примио је у Солуну, у јешиви Ханање Тајтацака, а у Јерусалиму је учио у јешиви „Бет Јаков“ код рабина и учитеља Јакова Хагиза, чији су апсолвенти били чувени рабини и научници. Из Хагизове школе изашло је и неколико присталица Шабетаја Цвија, иако је Јосеф био један од његових противника. Јосеф Алмоснино је дошао у Београд из Солуна 1660. године и врло брзо, у својој осамнаестој години, жени се са Леом, ћерком јединицом београдског рабина Симхе Коена. Имао је 20 године када је као рабин дошао на чело београдске јеврејске општине, 1662. године када га је на то место предложио његов таст, београдски рабин Симха Коен (Симха бен Гершон Коен), који му је био и учитељ, а који је у то време примио место рабина у Будиму. Био је у сталној преписци са ондашњим рабинима у Солуну, Истанбулу и Будиму, и са њима решавао теолошка питања, која су занимала јеврејску веру, књижевност и науку. Убрзо је стекао међународну репутацију талмудистичког стручњака. О томе сведоче и његове респонзе (расправе) које су већ тада желеле да издају неке истанбулске мецене. Његов секретар Јосеф Ибн Данон помогао је у објављивању његове велике преписке и администрације. Јосеф Ибн Данон је забележио више од 400 његових расправа, мишљења у споровима, проповеди, говора, као и комеморативних некролога поводом смрти истакнутих јеврејских личности. Око 1686. године Алмоснино је приступио припремању својих респонза за штампу, пошто је за то добио одобрење рабината у Солуну и Истанбулу. Оне су, међутим, објављене тек неколико деценија касније, јер је Београд и његову јеврејску заједницу у међувремену задесила несрећа у којој су уништена материјална и културна добра јеврејске заједнице, укључујући ту и бројне Алмоснинове рукописе. Његове респонзе су остале очуване јер су турски војници који су их отели продали их путујућим старинарима и тако су доспели до Истанбула, где су их случајно открили Јосефови синови Исак (Јицхак), Симха и Јуда (Јехуда) Алмоснино, који су се са својом мајком после боравка у Микулову (тадашња Моравска) и очеве смрти, преселили у Истанбул. Те његове учене расправе и респонзе (одговоре) сакупио је и објавио његов син Исак (Јицхак) Алмоснино у два велика списа под именом „Едут-Бијосеф” (Јосифово сведочење - ביהוסף עדות). Први том је објављен 1711. године, а други 1731. године. Остали рукописи нису штампани.
Деведесетих година 17. века је бурна политичка ситуација почела неповољно да утиче на живот Јевреја у Београду.. Рат између Турске и Аустрије и дуга аустријска опсада Београда 1688. године, завршила је тако што је Београд освојио аустријски принц Еуген Савојски. У садашње време, због пијетета према рабину Јосефу Алмоснину, приликом годишњег помена уочи јеврејског празника „Јом Кипур“, његово име се помиње и чита прво, а неколико београдских јеврејских породица и сада воде директно порекло од овог рабина. Са већином јеврејског становништва Београда рабин Јосеф је одведен у Микулов у Чешкој, где и умире 1689. године, у 47. години живота. По његовој смрти његови синови Исак, Симха и Јуда и супруга Леа, одлазе за Истанбул.